# Amoriți

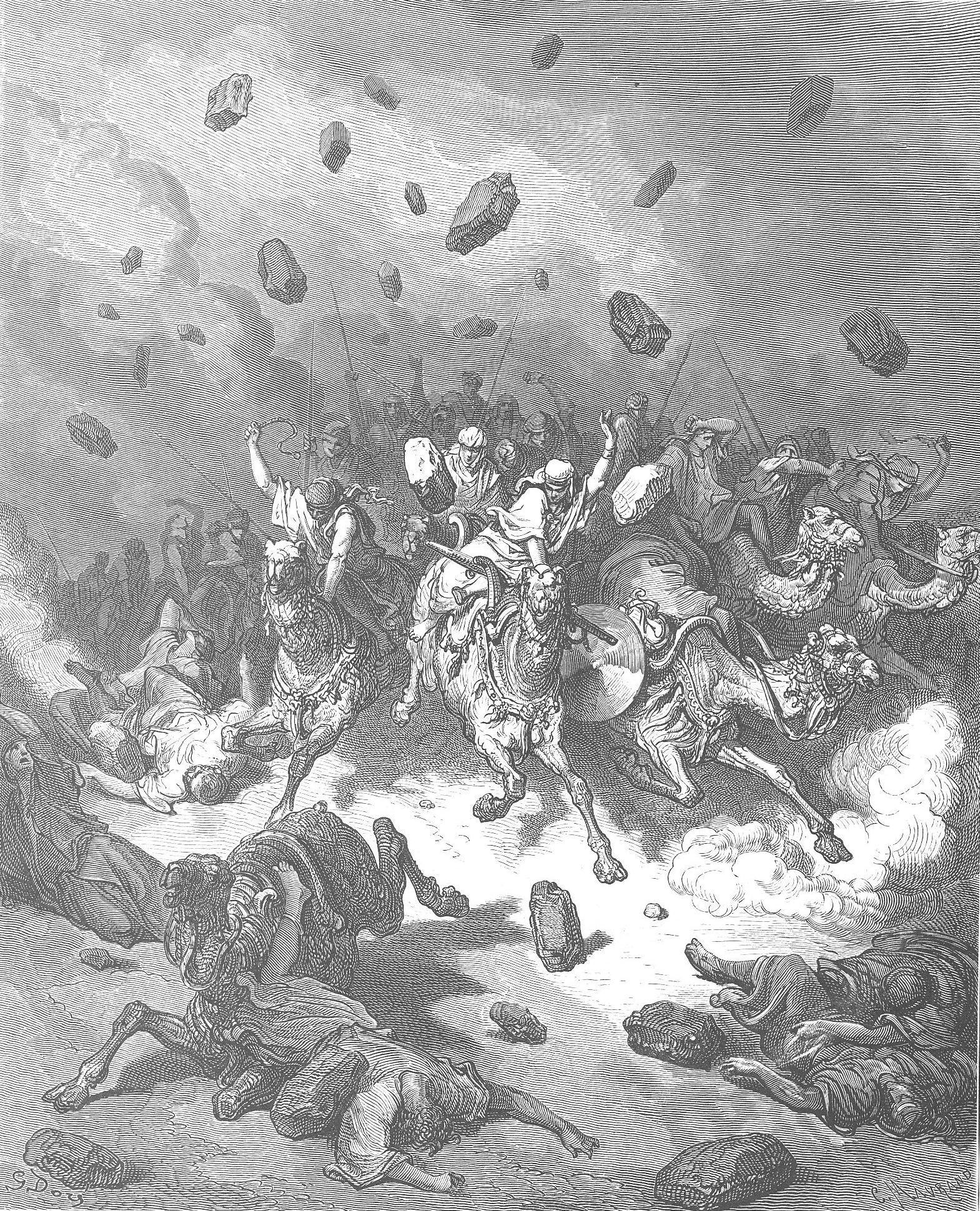
Înfrângerea oastei amoriților - de Gustave Doré, ilustrație la cartea biblică a lui Iosua Navi, 10,11

Amoriții (sumeriană MAR.TU, akkadiană Tidnum sau Amurrūm, egipteană Amar, ebraică Emori אמורי) este un termen care se referă la un popor antic vorbitor al unei limbi semitice de vest, care a sălășluit la vest de Eufrat, care a jucat un rol însemnat în istoria Siriei, Palestinei și a Mesopotamiei .
începând din a doua jumătate a Mileniului al doilea î.Hr..
Amoriții sunt menționați și în Biblia ebraică (Vechiul Testament) (de 85 ori) ca unul din popoarele Canaanului, care au fost biruite de triburile lui Israel. Denumiți de unii cercetători, „canaaneni de est”, nu se știe dacă amoriții aceștia sunt acelaș neam cu cel cunoscut în Siria și Mesopotamia.    
Utilizarea  termenului  Amurru nu a fost fixă în cursul secolelor. Amurru putea desemna triburi semitice  de vest sau de est, și uneori era folosit ca noțiune geografică statală desemnând mai multe regate din Siria și Canaan.
În scrierile sumeriene cele mai timpurii (pe la 2400 î.Hr.) numele de țara Mar.tu se referea la o regiune la „vest” de Eufrat care conține Siria și Canaanul. În scrierile akkadiene sunt prezentați ca niște nomazi, legați mai cu seamă de Muntele Amurru, actualul Djebel Bishri din Siria.
Locul lor de origine ar putea să fi fost Peninsula Arabică.
Înrudiți cu canaanenii, prin anii 2300-2200 î.Hr. au distrus civilizația urbană a bronzului vechi din Palestina, și într o mare măsură și pe cea a Siriei .
Ulterior, la începutul mileniului al II-lea î.Hr., pe la 1900 î.Hr. s-au instalat în 
orașe din centrul Mesopotamiei, unde s-au asimilat curând la populația mesopotamiană locală.
Invaziei amoriților i s-ar fi datorat prăbușirea celei de a treia dinastii din Ur (2112-2004 î.Hr.) 

In Mesopotamia amoriții au ajuns să controleze Babilonul, inclusiv în timpul regelui Hammurabi.
La finele mileniului al II-lea amoriții au fost înghițiți de valul arameean.    
În 1600 - 1100 î.Hr. limba amoriților a încetat de a mai fi vorbită în Mesopotamia, în schimb a devenit dominantă în Palestina.  O partea a triburilor amorite a rămas în stare nomadă. În secolul al XIV-lea  î.Hr. Aziru, unul din conducătorii seminomazilor din regatul Amurru, a fost implicat în conflictul dintre Egipt și hittiți.
În Siria și Canaan amoriții ar fi întemeiat mai multe mici regate: Halpa (Aleppo), Mari (azi Tell Al Hariri). În nordul Palestinei un regat Amurru avea capitala la Hatzor.
Prin 1100 î.Hr. Asirienii încă numeau Amurru o parte din Siria, Fenicia și Palestina.

Termenul Amurru din textele akkadiane și sumeriene se referă atât la amoriți cât și la zeitatea lor principală, care ar fi fost fiul lui Baal sau Belu și al fecioarei Anat. Un alt zeu însemnat al lor era Zeul Sin, al Lunii.